# Gangugia tapirapensis
Gangugia tapirapensis är en mångfotingart som beskrevs av Christoph D. Schubart 1947. Gangugia tapirapensis ingår i släktet Gangugia och familjen Chelodesmidae. Inga underarter finns listade i Catalogue of Life.